# Acinetobacter calcoaceticus
Acinetobacter — повсеместно распространенный, свободно живущий, сапрофитный микроорганизм, обитающий у здоровых людей на коже, в кишечнике и урогенитальном тракте. Эти микробы обычно колонизируют участки кожного покрова на ногах и в паху. Чаще всего бактерии вызывают внутрибольничные инфекции, имеющие вялотекущий характер, а также пищевые токсикоинфекции и диарею путешественников. Большинство микробов рода Acinetobacter чрезвычайно устойчивы к проводимой терапии.
В 1911 году микробиолог из Голландии Мартин Виллем Бейеринк впервые выделил из почвы бактерии кокковидной формы, способные утилизировать ацетат кальция в качестве источника энергии. Он назвал их Micrococcus calcoaceticus. Спустя несколько лет были описаны свойства этих микробов: неподвижность, неспособность окислять углеводы и редуцировать нитраты. Многие авторы описывали подобные микроорганизмы. В 1954 году официально открыли род Acinetobacter, в который были включены только оксидазонегативные микроорганизмы. Термин «ацинетобактер» в переводе с древнегреческого языка означает «неподвижная бактерия», лишенная флагеллярных органелл движения — жгутиков.
Acinetobacter spp. до недавнего времени считали малопатогенными микроорганизмами. Современные ученые доказали, что при определенных условиях вирулентность микробов повышается. Это приводит к развитию тяжелых инфекционных процессов — менингита и септицемии. С 2017 года ацинетобактеры стали официально относиться к классу опасных бактерий, что обусловлено их резистентностью к современным противомикробным средствам.
Acinetobacter spp. встречается в различных природных объектах: воде, почве, стоках. A. baumannii — клинически значимый представитель данного рода. Он является типичным возбудителем внутрибольничной инфекции. У тяжелых больных A. baumannii вызывает пневмонию, трахеобронхит, сепсис, уретрит, раневую инфекцию.
Рост полирезистентных штаммов ацинетобактерий — серьезная проблема современной медицины. В настоящее время появились бактерии, устойчивые ко всем основным группам антибиотиков. Они с трудом поддаются элиминации из организма. Ученые-медики активно ведут поиск профилактических мер и разрабатывают новые медикаменты, активные в отношении таких возбудителей.